# Roy Wood
Pour les articles homonymes, voir Wood.
Roy Wood (né le 8 novembre 1946 à Birmingham) est un guitariste et chanteur britannique réputé pour avoir joué avec les groupes The Move et Electric Light Orchestra.

## Biographie
Après avoir tenu la guitare dans quelques groupes locaux de Birmingham (Gerry Levene & the Avengers, Mike Sheridan & the Nightriders), Roy Wood connaît ses premiers succès d'importance sur la scène britannique au sein de The Move, formé en 1964, dont les performances au Marquee Club de Londres sont très remarquées. Le groupe place plusieurs singles dans le top 10 entre 1967 et 1970, parmi lesquels I Can Hear the Grass Grow (#5), Flowers in the Rain (#2), Fire Brigade (#3) et Blackberry Way (leur seul #1), tous écrits par Wood.
Sur les albums du Move, Roy Wood fait preuve d'une volonté d'expérimenter tous azimuts, qui aboutit en 1971 à la création, avec Jeff Lynne et Bev Bevan, de Electric Light Orchestra. Le but de ce nouveau groupe est de mêler le rock 'n' roll à la musique classique, notamment avec l'usage d'instruments classiques (violons, violoncelles, cors, etc.). Après un premier album, Wood quitte ELO pour former un nouveau groupe, Wizzard, plus orienté glam rock et remarqué pour l'exubérance des costumes de ses musiciens. Les singles de Wizzard connaissent un certain succès, mais le groupe disparaît fin 1975 après seulement deux albums. Les deux premiers albums solos de Wood, sortis entre-temps (Boulders en 1973 et Mustard en 1975), ne sont pas passés totalement inaperçus puisque Boulders se classe 15e des charts britanniques. Le single Forever atteint la 8e place des 45 tours outre-manche en 1973, Dear Elaine (1973) la 18e, Goin' Down the Road (1974) et Oh What a Shame (1975) se classent à la 13e place.
Après l'éphémère Wizzo Band (1976) et un troisième album solo, On the Road Again (1979), Wood se fait plus discret dans le monde de la musique. Son dernier album en solo, Starting Up, sort en 1987.

## Discographie

### Avec The Move
- 1968 : The Move
- 1970 : Shazam
- 1970 : Looking On
- 1971 : Message from the Country

### Avec Electric Light Orchestra
- 1971 : The Electric Light Orchestra
- 1973 : ELO 2 (sur deux titres, non crédité)

### Avec Wizzard
- 1973 : Wizzard Brew
- 1974 : Introducing Eddy & The Falcons
- 2000 : Main Street

### Avec Wizzo Band
- 1977 : Super Active Wizzo

### En solo
- 1973 : Boulders
- 1975 : Mustard
- 1979 : On the Road Again
- 1987 : Starting Up